# Парк авеню, 666
«Парк авеню, 666» (англ. 666 Park Avenue) — американский телесериал, основанный на одноимённом романе Габриэллы Пирс. В главных ролях — Рэйчел Тейлор, Дейв Эннабл, Ванесса Уильямс и Терри О’Куинн. Сериал рассказывает о молодой семейной паре со Среднего Запада, которая переезжает в Нью-Йорк и поселяется в элитном жилищном комплексе на Манхэттене, которым управляет таинственная супружеская пара.
ABC официально заказал первый сезон 11 мая 2012 года, а его премьера состоялась 30 сентября. 16 ноября ABC закрыл сериал из-за низких рейтингов, но затем объявил, что хотя сериал не будет продлён на полный сезон, будут показаны все отснятые 13 эпизодов. Несмотря на это заявление канал снял шоу с эфира в декабре и показал финальные эпизоды летом 2013 года.

## Производство
В конце сентября 2011 года было объявлено, что ABC купил сценарий пилотного эпизода по роману-бестселлеру Габриэллы Пирс. 20 января 2012 года канал дал зелёный свет студии Warner Bros. Television на съёмки пилотного эпизода, сценарий к которому написал Дэвид Уилкокс, а режиссёром выступил Алекс Грейвз.
Кастинг на основные роли в проекте начался в феврале. Терри О’Куинн стал первым актёром, утверждённым на роль в пилоте 15 февраля. Актёр получил роль центрального героя и антагониста сериала — Гэвина Дорана. 24 февраля Дэйв Эннэбл присоединился к пилоту в роли главного положительного героя, Генри Мартина, а через несколько дней Рэйчел Тейлор получила роль его жены, Джейн.В начале марта Роберт Бакли и Мерседес Масон получили роли ещё одной пары, живущей в доме, Брайана и Луизы Леонард соответственно. 9 марта было объявлено, что Ванесса Уильямс была приглашена на роль таинственной жены героя О’Куинна — Оливии Доран. Персонаж Уильямс был придуман специально для сериала и в романе его не было.
На стадии производства пилотный эпизод вызвал неоднозначную реакцию со стороны фокус-групп и вследствие этого был значительно переработан. 11 мая 2012 года канал утвердил доработанный пилот и заказал съёмки первого сезона. Позже было объявлено, что сериал будет транслироваться по воскресеньям в десять вечера, после сериала «Месть», начиная с 30 сентября

## Синопсис
«Парк авеню, 666» сочетает в себе жанры сверхъестественной хоррор-драмы и мыльной оперы. В центре сюжета находится старинный дом Нью-Йорка, в котором живёт Гэвин Доран (Терри О’Куинн) со своей женой Оливией (Ванесса Уильямс), которые в то же время являются и владельцами здания. Однажды в дом переезжает молодая пара Генри Мартин (Дэйв Эннэбл) и Джейн ван Вин (Рэйчел Тейлор) и получают работу соменеджеров жилого комплекса. С ними вскоре начинают происходить странные и сверхъестественные события, которые усложняют и ставят под угрозу жизнь каждого из жильцов здания. Джейн и Генри становятся жертвами махинаций Гэвина и таинственной Оливии.

## Актёры и персонажи

### Основной состав
- Рэйчел Тейлор — Джейн ван Вин, новый соменеджер здания[17]
- Дэйв Эннэбл — Генри Мартин, новый соменеджер здания[18][19]
- Роберт Бакли — Брайан Леонард, муж Луизы, драматург, который живёт в здании[20][21]
- Мерседес Масон — Луиза Леонард, жена Брайана, фотограф[20][21]
- Эрик Палладино — Тони Демио, швейцар[22][23]
- Хелена Маттссон — Алексис Блюм[24]
- Саманта Логан — Нона Кларк, одна из жильцов с уникальным даром[25]
- Ванесса Уильямс — Оливия Доран, холодная и красивая жена Гэвина[13][26]
- Терри О’Куинн — Гэвин Доран, владелец здания и главный антагонист сериала[27]

### Второстепенный состав
- Миша Кузнецов — Кандинский
- Обри Доллар — Энни Морган[28]
- Мили Авитал — Даниэль Тайлер[28]
- Майк Дойл — Фрэнк Альперн, «сильный» противник Гэвина Дорана[28]
- Энрике Мурсиано — доктор Тодд Скотт[29]
- Венди Мониз — Ингрид[29]
- Тесса Томпсон — Лорен Харрис/Саша Доран[30]
- Ник Чинланд — Виктор Шоу[31]
- Вупи Голдберг — Марис Элдер[32]
- Тедди Сирс — Детектив Хэйден Купер

## Реакция

### Отзывы критиков
Пилотный эпизод получил в основном благоприятные и средние отзывы от большинства телевизионных критиков. В первую очередь некоторые обозреватели хвалили игру Терри О’Куинна и Ванессы Уильямс, однако некоторые из них высказывались, что их экранное время недостаточно в пилоте. Также часть обозревателей отмечала, что на бумаге сериал выглядел лучше чем конечный продукт.

### Телевизионные рейтинги
Сериал не смог привлечь большую аудиторию. Пилотный эпизод наблюдало менее семи миллионов зрителей, а рейтинг в демографической категории 18-49 составил лишь 2,1. От своего лид-ина, сериала «Месть», проект потерял почти три миллиона зрителей и пункт рейтинга.

## Эпизоды
| № | Название                                                             | Режиссёр             | Автор сценария                      | Дата премьеры    | Произв. код | Зрители в США (млн) |
| --- | -------------------------------------------------------------------- | -------------------- | ----------------------------------- | ---------------- | ----------- | ------------------- |
| 1 | «Pilot» «Пилот»                                                      | Алекс Грейвз         | Дэвид Уилкокс                       | 30 сентября 2012 | 296822      | 6,90                |
| Джейн ван Вин и её парень Генри Мартин получают работу менеджеров в элитном жилом комплексе «Дрэйк». После переезда Джейн начинает видеть странные сны про убийства в доме, а в подвале она обнаруживает мозаику с изображением дракона. Генри и Джейн пытаются наладить дружеские отношения с хозяевами дома Гэвином и Оливией Доран. Одна с жительниц дома чуть не погибает в лифте, а у Джейн крадут медальон её бабушки.                |                                                                      |                      |                                     |                  |             |                     |
| 2 | «Murmurations» «Шёпот»                                               | Роберт Данкан Макнил | Дэвид Уилкокс                       | 7 октября 2012   | 2J7352      | 4,99                |
| Джейн начинает ремонтировать одну из квартир в доме и за одной из стен находит нечто странное. Генри мучается тем, что знает о подвохе в сделке Гэвина Дорана, но не может рассказать ему, не потеряв работу. Гэвин устраивает свидание одинокой жительнице «Дрэйка» Дэниэль Винсет в своих целях. Джейн продолжает своё расследование в подвале.                                                                                           |                                                                      |                      |                                     |                  |             |                     |
| 3 | «The Dead Don't Stay Dead» «Мёртвые не остаются мёртвыми»            | Алекс Закрзевски     | Мэтт Миллер                         | 14 октября 2012  | 2J7353      | 4,82                |
| Джейн наконец-то попадает в тайную комнату в подвале и начинает видеть призрак маленькой девочки. Дораны становятся всё ближе с Джейн и Генри. Оливия делится секретом о смерти своей дочери Саши с Джейн. Гэвин помогает молодой писательнице Энни стать успешнее. |                                                                      |                      |                                     |                  |             |                     |
| 4 | «Hero Complex» «Комплекс героя»                                      | Джон Беринг          | Элизабет Крафт и Сара Фэйн          | 21 октября 2012  | 2J7354      | 4,81                |
| Джейн продолжает мельком видеть маленькую девочку - или призрака? - которая приводит её к комнате со странным чемоданом. В то же время Генри сближаются с Гэвином настолько, что тот может повлиять на его рабочее положение. Оливия рассказывает Джейн секрет смерти её дочери Саши, который не знает даже Гэвин. |                                                                      |                      |                                     |                  |             |                     |
| 5 | «A Crowd of Demons» «Полчище демонов»                                | Роберт Данкан Макнил | Сонни Постиглионе                   | 28 октября 2012  | 2J7355      | 4,61                |
| Подготовка к вечеринке на Хэллоуин напоминает Оливии убийство, совершённое в «Дрэйке» в 1929 году, когда мужчина убил свою жену, а их дочь успела спастись. Джейн находит старую газетную вырезку и понимает, что девочка, которую она видит, и есть та спасшаяся в 1929 году девочка. Брайан начинает думать, что Луиза изменяет ему, когда находит её в комнате наедине с доктором Тоддом Эвансом. В Хэллоуин на Джейн и Оливию нападают. |                                                                      |                      |                                     |                  |             |                     |
| 6 | «Diabolic» «Дьявольский»                                             | Эллисон Лидди-Браун  | Кристофер Холлир                    | 4 ноября 2012    | 2J7356      | 3,99                |
| Джейн и Генри пытаются справиться с последствиями нападения на Джейн, и оба разговаривают с полицией. Гэвин пытается найти шкатулку, украденную из его сейфа. Оливия пытается выяснить истинную причину того, что на Хэллоуин она потеряла сознание, и выясняет, что это было вовсе не из-за алкоголя, как сказал Гэвин. |                                                                      |                      |                                     |                  |             |                     |
| 7 | «Downward Spiral» «Винтовая лестница»                                | Дж. Миллер Тобин     | Ли Дана Джексон и Мими вон Тэхентин | 11 ноября 2012   | 2J7357      | 3,90                |
| В 1998 году мама Ноны Мелисса приходит навестить свою мать в «Дрэйк» будучи беременной. На обратном пути она застревает в лифте и рожает там Нону. В наши дни Генри получает награду за то, что неделю назад остановил стрелка. Джейн уговаривает его покинуть «Дрэйк», а Генри по совету Гэвина хочет сделать Джейн предложение, чтобы оставить её в Нью-Йорке.                                                                            |                                                                      |                      |                                     |                  |             |                     |
| 8 | «What Ever Happened to Baby Jane?» «Что случилось с малышкой Джейн?» | Дин Уайт             | Джош Пэйт                           | 25 ноября 2012   | 2J7358      | 3,94                |
| Генри находит запутанную и отчаявшуюся Джейн в больнице. Её обнаружили, когда она бродила по Таймс-сквер. Джейн пытается безуспешно вспомнить, где она всё это время была. Шоу говорит Гэвину, что Оливия знает правду о смерти Саши, и что это был отнюдь не несчастный случай. Оливии же он говорит, что Саша до сих пор жива, и что она сама подстроила аварию. Он обещает отвести её к Саше, если она его отпустит.                     |                                                                      |                      |                                     |                  |             |                     |
| 9 | «Hypnos» «Гипноз»                                                    | Стефан Крэгг         | Эллен Фэйрли и Мэттью Табак         | 2 декабря 2012   | 2J7359      | 3,96                |
| Джейн вспоминает случившееся с помощью гипноза. Оказывается, она была не «где», а «когда», а именно в 1929 году. Тем временем Оливия хочет найти свою дочь, и для этого она освобождает Виктора Шоу. Гэвин отправляет Кандинского убить Виктора Шоу и вернуть Оливию. Гэвин понимает, что Лорен Харрис и есть Саша Доран. |                                                                      |                      |                                     |                  |             |                     |
| 10 | «The Comfort of Death» «Удобство смерти»                             | Джон Терлески        | Винсент Ангелл                      | 22 июня 2013     | 2J7360      | 2,01                |
| 11 | «Sins of the Fathers» «Грехи Отцов»                                  | Омар Мада            | Дэвид Уилкокс и Адрия Лэнг          | 22 июня 2013     | 2J7361      | 2,14                |
| 12 | «The Elysian Fields» «Елисейские поля»                               | Крис Мисиано         | Элизабет Крафт и Сара Фэйн          | 6 июля 2013      | 2J7362      | 1,94                |
| 13 | «Lazarus» «Лазарь»                                                   | Роберт Данкан Макнил | Кристофер Холлир и Ли Дана Джексон  | 13 июля 2013     | 2J7363      | 1,56                |